# Leptadenia heterophylla
Leptadenia heterophylla là một loài thực vật có hoa trong họ La bố ma. Loài này được (Delile) Decne. mô tả khoa học đầu tiên năm 1838.